# Bräkne-Hoby hembygdsmuseum
Bräkne-Hoby hembygdsmuseum är beläget i den byggnad som ursprungligen uppfördes som så kallad ”kommunalsal” år 1900 i centrala Bräkne-Hoby. Byggnaden fungerade för detta ändamål fram till 1910 då Bräkne-Hoby kommunhus stod färdigt på granntomten norr om museibyggnaden. Ronneby kommun kom att bli ägare till fastigheten år 1979 i samband med en större avstyckning och fastighetsregleringar i centrala Bräkne-Hoby. Regleringen som även avsåg Bräkne-Hoby kommunhus medförde avvikelser från den då gällande byggnadsplanen vilket medgavs av dåvarande Byggnadsnämnden 1979-01-23 § 86.

## Kulturhistoriskt värdefull bebyggelse
Museibyggnaden angränsar ingår i ett större bebyggelsesammanhang för det gamla sockencentrum som idag är av riksintresse för kulturmiljövården. Dessutom är byggnaden sedan 2018 skyddad så som kulturhistoriskt värdefull i gällande detaljplan. Detta innebär att byggnaden har ett utpekat skydd mot förvanskning enligt Plan- och bygglagen.